# Miho Yoshioka (Seglerin)
Miho Yoshioka (japanisch 吉岡 美帆 Yoshioka Miho; * 27. August 1990 in Fujisawa) ist eine japanische Seglerin.

## Erfolge
Miho Yoshioka segelt in der 470er Jolle und bildete zunächst mit Ai Kondō Yoshida ein Team. 2016 gaben sie in Rio de Janeiro ihr Olympiadebüt und beendeten die Regatta auf dem fünften Platz, vier Punkte hinter dem Bronzerang. Yoshioka und Kondō Yoshida gewannen bei den Asienspielen 2018 in Jakarta die Goldmedaille. Außerdem wurden sie 2018 in Aarhus gemeinsam Weltmeister. Ein Jahr darauf belegten sie bei den Weltmeisterschaften in Enoshima den zweiten Platz. Bei den 2021 ausgetragenen Olympischen Spielen 2020 in Tokio schlossen sie die Regatta auf dem siebten Rang ab. 
Nach den Olympischen Spielen 2020 wurden die internationalen Regatten in der 470er Jolle fortan mit je einem Mann und einer Frau ausgetragen, sodass Yoshioka fortan mit Keiju Okada segelte. Mit ihm wurde sie 2023 in Den Haag zum zweiten Mal Weltmeisterin. Bei den ebenfalls 2023 ausgetragenen Asienspielen 2022 in Hangzhou belegten sie ebenfalls den ersten Platz. Die Weltmeisterschaften 2024 in S’Arenal beendeten sie auf dem dritten Rang. Bei den Olympischen Spielen 2024 in Paris gingen Yoshioka und Okada ebenfalls gemeinsam den Start. Sie gewannen eine der ersten acht Wettfahrten und gingen mit 35 Punkten als Dritte ins abschließende Medal Race. Unter den dort startenden zehn Teams belegten sie den dritten Platz und rückten dadurch noch auf den zweiten Gesamtrang vor. Yoshioka und Okada sicherten sich mit 41 Punkten die Silbermedaille hinter den siegreichen Österreichern Lara Vadlau und Lukas Mähr, die 38 Punkte erzielten, und vor den mit 47 Punkten drittplatzierten Schweden Lovisa Karlsson und Anton Dahlberg.